# Pteropus seychellensis
La volpe volante delle Seychelles (Pteropus seychellensis Milne-Edwards, 1877) è un pipistrello appartenente alla famiglia degli Pteropodidi, endemico delle Isole Seychelles e delle Isole Comore.

## Descrizione

### Dimensioni
Pipistrello di medie dimensioni, con lunghezza dell'avambraccio tra 143 e 157 mm, la lunghezza della testa e del corpo tra 224 e 231 mm e un peso fino a 650 g.

### Aspetto
Il colore del dorso è nerastro, densamente cosparso di peli argentati, le spalle e la testa sono giallo-brunastre dorate mentre le parti ventrali sono marroni scure. Il muso è lungo, affusolato e narastro, gli occhi sono grandi. Le orecchie sono lunghe, con l'estremità appuntita ed una rientranza sul bordo posteriore appena sotto la punta. Le membrane alari sono attaccate lungo i fianchi del corpo. La tibia è priva di peli. È privo di coda, mentre l'uropatagio è ridotto ad una sottile membrana lungo la parte interna degli arti inferiori, insolitamente più sviluppato nella parte centrale. La sottospecie Pt.s.comorensis è più grande e con il dorso meno brizzolato. Gli individui dell'isola di Mafia, al largo delle coste della Tanzania, potrebbero appartenere ad una sottospecie ancora non descritta.

## Biologia

### Comportamento
Si rifugia sugli alberi dove Forma colonie fino a 300 individui. È una specie prevalentemente diurna.

### Alimentazione
Si nutre di frutta coltivata, ma nonostante ciò non è considerato un problema per gli agricoltori.

### Riproduzione
Gli accoppiamenti avvengono principalmente a giugno e luglio, con picchi nelle nascite a novembre e dicembre. Alla nascita i piccoli pesano circa 37 g.

## Distribuzione e habitat
L'areale di questa specie è limitato ad alcune isole dell'Oceano Indiano.
Vive nelle foreste tropicali umide primarie e secondarie fino a 1000 metri di altitudine. È molto comune nei villaggi e nelle città.

## Tassonomia
In accordo alla suddivisione del genere Pteropus effettuata da Andersen, P. seychellensis è stato inserito nello P. rufus species Group, insieme a P. rufus stesso, P. aldabrensis, P. niger e P. voeltzkowi. Tale appartenenza si basa sulle caratteristiche di avere una membrana interfemorale molto sviluppata e sulla presenza di un ripiano basale nei premolari.
Sono state riconosciute due sottospecie:
- P.s. seychellensis: Isole Seychelles;
- P.s. comorensis (Nicoll, 1908): Isole Comore: Anjouan, Grande Comore, Mohéli e Mayotte. Isola di Mafia, lungo le coste della Tanzania.

Altre specie simpatriche dello stesso genere: P. livingstonii.

## Conservazione
La IUCN Red List, considerato il vasto areale e la popolazione numerosa, classifica P. seychellensis come specie con rischio minimo (LC).